# Brother Bear: Original Soundtrack
Brother Bear: Original Soundtrack – ścieżka dźwiękowa do disneyowskiego filmu Mój brat niedźwiedź (2003). Zawiera muzykę do filmu skomponowaną przez Marka Mancinę, teksty piosenek pisał też Phil Collins. Na płycie wystąpili m.in. Phil Collins i Tina Turner. Album został wydany 21 października 2003 przez wytwórnię Walt Disney Records
W czasopiśmie branżowym Teraz Rock wystawiono płycie ocenę 3,5 na 5.

## Lista utworów (wersja oryginalna)
1. "Look Through My Eyes" - Phil Collins
2. "Great Spirits" - Tina Turner
3. "Welcome" - Phil Collins
4. "No Way Out" (singel) - Phil Collins
5. "Transformation" - The Bulgarian Women's Choir
6. "On My Way" - Phil Collins
7. "Welcome" - Blind Boys of Alabama z Philem Collinsem i Orenem Watersem
8. "No Way Out" (wersja filmowa) - Phil Collins
9. "Transformation" - Phil Collins
10. Three Brothers (utwór instrumentalny)
11. Awakes as a Bear (utwór instrumentalny)
12. Wilderness of Danger and Beauty (utwór instrumentalny)

## Polska wersja językowa
Polska wersja językowa płyty została wydana 6 lutego 2006. Prócz oryginalnych piosenek (na krążku zamieszczono wszystkie prócz utworu 2. 7. i 8.) na płycie znajdują się piosenki w wykonaniu polskich piosenkarzy (m.in. Kayah)

### Lista utworów (wersja polska)
1. No Way Out - Phil Collins
2. Duchy tych, co mieszkali tu - Kayah
3. Transformation - The Bulgarian Women's Choir
4. Wyruszać czas - Ola Radwańska, Mariusz Totoszko
5. Welcome - Phil Collins
6. Już nikt, już nic - Mariusz Totoszko
7. Look Through My Eyes - Phil Collins
8. Transformation - Phil Collins
9. On My Way - Phil Collins
10. I Ty możesz zostać z nami - Mariusz Totoszko
11. Trzej bracia (utwór instrumentalny)
12. Oczami niedźwiedzia (utwór instrumentalny)
13. Piękny i straszny świat (utwór instrumentalny)